# Про наслідування Христа
«Про́ наслі́дування Христа́» (лат. De Imitatione Christi) — латинський трактат про духовний шлях християнина. Написаний 1418 року. Автор — Тома Кемпійський. Складається з 4 книг: 1) Практичне заохочення до духовного життя; 2) Заохочення до духовного життя; 3) Про душевну втіху; 4) Про таїнство святого Причастя. У книзі наголошується, що єднання з Богом лежить через смирення, мудрість, покаяння, молитву, самопожертву, любов. Написаний простою, подекуди розмовною мовою. Найпопулярніший твір світової християнської літератури, що поступається лише Біблії. Книга витримала понад 2000 видань, була перекладена майже всіма мовами християнських народів і отримала міжконфесійне поширення. Також — «Наслідування Христа».

## Зміст

### Книга перша
Практичне заохочення до духовного життя
- Розділ 1: Про наслідування Христа і погорду всіма світовими марнотами
- Розділ 2: Про маловажність власної особи
- Розділ 3: Про науку правди
- Розділ 4: Про второпність у творенні
- Розділ 5: Про читання Святого Письма
- Розділ 6: Про невладнані пристрасті
- Розділ 7: Треба остерігатися даремної надії й гордості
- Розділ 8: Треба остерігатися надмірної довіри
- Розділ 9: Про послух і підлеглість
- Розділ 10: Треба уникати непотрібної балаканини
- Розділ 11: Про прагнення миру і про ревність у поступі
- Розділ 12: Про користь від прикростей
- Розділ 13: Про опір спокусам
- Розділ 14: Треба остерігатися нерозважного осуду
- Розділ 15: Про вчинки, здійснені в любові
- Розділ 16: Про терпеливе зношення чужих хиб
- Розділ 17: Про чернече життя
- Розділ 18: Про приклади святих отців
- Розділ 19: Про вправи доброго ченця
- Розділ 20: Про любов самоти і мовчання
- Розділ 21: Про сокрушення серця
- Розділ 22: Роздуми над людською недолею
- Розділ 23: Роздуми про смерть
- Розділ 24: Про суд і кари за гріхи
- Розділ 25: Про щире бажання виправити своє життя

### Книга друга
Заохочення до духовного життя
- Розділ 1: Про життя всередині душі
- Розділ 2: Про покірну підлеглість
- Розділ 3: Про добру тихомирну людину
- Розділ 4: Про чисте серце і добрий намір
- Розділ 5: Роздумування над собою
- Розділ 6: Про радощі чистої совісті
- Розділ 7: Про любов Ісуса понад усе
- Розділ 8: Про щиру дружбу з Ісусом
- Розділ 9: Про відсутність будь-якої втіхи
- Розділ 10: Про вдячність за благодать Божу
- Розділ 11: Про невеличке число приятелів хреста Ісусового
- Розділ 12: Про царську дорогу святого хреста

### Книга третя
Про душевну втіху
- Розділ 1: Голос Христа всередині вірної душі
- Розділ 2: Як правда промовляє в серці без гомону слів
- Розділ 3: Божі слова треба слухати в покорі: а багато людей не зважає на них
- Розділ 4: Перед Богом треба поводитися по правді і покірно.
- Розділ 5: Про чудове діяння Божої любові
- Розділ 6: Про досвідчування правдивого шанувальника
- Розділ 7: Ласку Божу треба зберігати під охороною покори
- Розділ 8: Про нашу маловажність в очах Божих
- Розділ 9: Треба завжди звертатися до Бога, як до остаточної мети
- Розділ 10: Як то солодко покинути світ і служити Богові
- Розділ 11: Бажання серця треба перевіряти і стримувати
- Розділ 12: Про науку терпеливості та боротьбу з пристрастями
- Розділ 13: Про послух покірного підвладного за взірцем Ісуса Христа
- Розділ 14: Треба роздумувати над таємними судами Божими, щоб не загордитися в добрі
- Розділ 15: Як треба поводитися і молитися в кожній речі, якої бажаємо
- Розділ 16: Правдивої втіхи треба шукати тільки в Бога
- Розділ 17: У всякій журбі треба покладатися на Бога
- Розділ 18: Дочасну недолю треба зносити за взірцем Христа
- Розділ 19: Кривди треба терпіти і хто справді досвідчений у терпеливості
- Розділ 20: Про визнання власної немочі і про недолю цього життя
- Розділ 21: Спокою треба шукати більше в Бога, ніж у всіляких благах і дарах
- Розділ 22: Роздумування над різними Божими добродійствами
- Розділ 23: Про чотири способи, як дійти до святого спокою
- Розділ 24: Про незацікавленість життям інших
- Розділ 25: На чому основується тривалий спокій серця і правдивий поступ вперед?
- Розділ 26: Про велику красу свободи розуму, яка здобувається більше покірною молитвою, ніж начитуванням
- Розділ 27: Любов до себе найбільше відштовхує від найвищого добра
- Розділ 28: Проти обмовних язиків
- Розділ 29: Як треба Бога взивати і благословляти, коли журба-печаль надходить
- Розділ 30: Про молитву за Божу допомогу і про сподівання на відновлення благодаті
- Розділ 31: Про байдужість до створінь, лиш тільки б знайти Творця
- Розділ 32: Про самозречення і опір усяким пожаданням
- Розділ 33: Про несталість серця і про конечність прямування його до Бога
- Розділ 34: Тому, хто Бога любить, Бог милий понад усе і в усьому
- Розділ 35: У цьому житті немає безпеки від спокус
- Розділ 36: Проти немудрого людського осуду
- Розділ 37: Про щире і цілковите самозречення задля осягнення свободи серця
- Розділ 38: Про добрий лад у дочасних справах і про те, як удаватися до Бога у небезпеках.
- Розділ 39: Людина не повинна бути нагальною у своїх справах
- Розділ 40: Людина сама від себе не має нічого доброго і не може нічим похвалитися
- Розділ 41: Про погорду над всякою дочасною шанобою
- Розділ 42: Не треба спокою будувати на людях
- Розділ 43: Проти порожнього світового знання
- Розділ 44: Не треба брати собі до серця того, що діється навколо нас
- Розділ 45: Не треба всім довіряти, і як легко у словах помилитись
- Розділ 46: Треба покладати надію на Бога, коли хтось накидається на нас із лайкою
- Розділ 47: Задля вічного життя треба зносити всі труднощі
- Розділ 48: Про вічне життя та про недолю цього життя
- Розділ 49: Про бажання вічного життя і про ті великі блага, які обіцяно тим, що за них борються
- Розділ 50: У смутку людина має віддаватися в руки Божі
- Розділ 51: Треба зосередитись на малому, якщо не вистачає сили до великого
- Розділ 52: Хай людина вважає, що вона варта не втіхи, а тілесної кари
- Розділ 53: Ласка Божа не приходить до тих, що думають про земні речі
- Розділ 54: Одне діяння природи, а інакше – благодаті
- Розділ 55: Про зіпсуття природи й силу Божої благодаті
- Розділ 56: Треба від себе самого відрікатися і наслідувати Ісуса Христа у хресті-терпінні
- Розділ 57: Нехай надто не падає духом людина, коли часом де в чому схибить
- Розділ 58: Не годиться досліджувати те, що зависоке для нас, і невідомих присудів Божих
- Розділ 59: Всю надію і все сподівання треба покладати тільки на єдиного Бога

### Книга четверта
Про таїнство св. Причастя
- Розділ 1: З якою ж великою шаною треба приймати Христа
- Розділ 2: У святому Таїнстві об`являються людині велика доброта і любов Божа
- Розділ 3: Дуже корисно часто причащатися
- Розділ 4: Багато ласк набувають ті, що достойно причащаються
- Розділ 5: Про високу достойність Таїнства і про священичий стан
- Розділ 6: Про приготування до Святого Причастя
- Розділ 7: Про іспит совісті й постанову виправитися
- Розділ 8: Про жертву Христову на хресті і про самозречення
- Розділ 9: Ми повинні жертвувати Богові себе, всі наші справи й за всіх молитися
- Розділ 10: Не треба через будь-що маловажити Святим Причастям
- Розділ 11: Тіла Христового і Святого Письма побожна душа якнайбільше потребує
- Розділ 12: З великим старанням треба готуватися до причастя з Христом
- Розділ 13: Побожна душа повинна всім серцем бажати злуки з Христом
- Розділ 14: Про гаряче бажання Тіла Христового деякими побожними душами
- Розділ 15: Ласка побожності набувається покорою і самозреченням
- Розділ 16: Ми повинні звірятися Христові в усіх наших потребах і благати Його ласки.
- Розділ 17: Про гарячу любов і велике бажання прийняти Христа
- Розділ 18: Людина повинна досліджувати це Таїнство не з цікавості, а покірно наслідувати Христа, покладаючись на святу віру

## Видання
- Наслідування Христа: чотири книги Томи Гемеркена Кемпійського // Переклав на українську мову д-р Йосиф Боцян єпископ Луцький. — Видання третє справлене. — Рим : б.в., 1980. — 440 с. — (Аскетична бібліотека Української катол. духовної семінарії у Львові, том XII)